# 2000年夏季奥林匹克运动会新加坡代表团
2000年夏季奥林匹克运动会新加坡代表团是新加坡派出的2000年夏季奥林匹克运动会代表团。